# Mi amor sin tiempo
Mi amor sin tiempo é uma telenovela mexicana produzida por Carlos Moreno Laguillo para TelevisaUnivision e exibida pelo Las Estrellas de 15 de julho a 1 de novembro de 2024, substituindo Tu vida es mi vida e sendo substituída por Amor amargo.
É uma versão da história de 1999 criada por Martha Carrillo e Cristina García, Tres Mujeres, sendo adaptada por elas mesmas.
É protagonizada por Karla Esquivel, Andrés Baida, Juanita Arias e Mane de la Parra e antagonizada por Leticia Calderón, Michael Ronda, Federico Ayos, Andrea de Fátima, Alejandra Andreu, Raquel Morell, Julia Argüelles, Claudia Zepeda, Roberto Mateos, Gina Pedret e Michel Duval e conta com actuações estelares de Karyme Lozano, Mauricio Abularach, Damiana Bej, Denia Agalianu e Paola Toyos e participação dos primeiros atores Alejandro Camacho, Eric del Castillo e José Elías Moreno, e as primeiras atrizes Yolanda Ventura, Luz María Jerez, Alma Delfina e Laura Luz.

## Enredo
A trama acompanha a vida de três mulheres pertencentes à mesma família que, por estarem em fases diferentes da vida, enfrentam uma situação amorosa muito semelhante. As três estão em relacionamentos aparentemente estáveis, mas quando o amor verdadeiro aparecer em suas vidas os levará a se desafiarem e a fazerem coisas que nunca imaginaram, indo até mesmo contra as normas da sociedade que pertencem.

## Elenco
- Karla Esquivel - Fátima Uriarte Saraldi
- Andrés Baida - Sebastián Méndez Morrison
- Leticia Calderón - Greta Saraldi de Uriarte
- Juana Arias - Bárbara Uriarte Saraldi de Espinoza / Bárbara Méndez Saraldi
- Mane de la Parra - Daniel Subiri Sánchez
- Karyme Lozano - Renata Gamboa de Méndez
- Alejandro Camacho - Federico Méndez
- Michael Ronda - Adrián de la Fuente Monroy
- Yolanda Ventura - Lucía Sánchez de Subiri
- Luz María Jerez - Ana Uriarte de Ibáñez
- Alma Delfina - Jesusa Martínez
- Eric del Castillo - Don Álvaro Sánchez
- Federico Ayos - Pablo Uriarte Saraldi
- Mauricio Abularach - Mario Espinoza Sánchez
- Damiana Bej - Triana Ibáñez Uriarte
- Andrea de Fátima - Brenda Contreras
- Denia Agalianu - Carla Fonseca
- Alejandra Andreu - Verania Greepe Williams
- Paola Toyos - Genoveva Bustamante
- Julia Argüelles - Carolina Fontaner
- Rafaela Bigorra - Macarena "Maca" Espinoza Uriarte
- Claudia Zepeda - Maricruz Ruiz
- Raquel Morell - Maggie Monroy de la Fuente
- Laura Luz - Carmen Morales
- María Marcela - Sara
- Roberto Mateos - José Ortega
- Ian Andrade - Remigio
- José Elías Moreno - Gonzalo Uriarte
- Michel Duval - Claudio Altamirano
- Jacqueline Castro - Mercedes "Meche"
- Gina Pedret - Rosa María Sánchez de Espinoza
- Víctor Hugo Villanueva - Tomás
- Servando Manzetti - Julián Ibáñez
- Armando Andrade - Aníbal
- Stefany Sotres - María López Pérez
- Andrés Borda - Mauro
- Julio Herrera - Fermín
- Andy González - Diego Aguírre
- José Jaime Orozco - Víctor Estrada
- Santiago Blanco - Henry
- Fabio Levi - Eric
- María Paula Gay - Miriam Cohen
- Lenard Vandera - Roel
- Arturo Vinales - Osvaldo
- Ernesto Díaz del Castillo - Mauricio
- Mildred Motta - Elvia
- Daniela Gálvez - Catalina "Cata"
- Manolo Bonfiglio - Javier
- Kim Rebecca Lekse - Victoria
- Maryen Jurado
- Julio Murguia
- Jorge de Marin
- Luis Gerardo González León
- Nacho Ladislao - Jim Wilson
- Antonio "More" Hernández - Conductor Uber - Diego
- Vicente Torres
- Jimena Cornejo - Dulce
- Michelle Jurado - Karen Morrison de Méndez
- Juan Pablo Molina - Sebastián Méndez Morrison (menino)

## Produção
Em dezembro de 2023, foi noticiado que Carlos Moreno Laguillo estaria produzindo um remake de Tres mujeres. Em abril de 2024, Mi amor sin tiempo foi anunciado como título da novela. Em 2 de maio de 2024, Leticia Calderón foi confirmada como um dos papéis principais. As filmagens da novela começaram em 6 de maio de 2024. Uma semana depois, foi realizada uma cerimônia de bênção na qual o restante do elenco foi anunciado.

## Audiência
| Horário               | # Eps. | Estreia             | Estreia           | Final                 | Final           | Posição | Temporada | Classificação geral |
| Horário               | # Eps. | Data                | Primeiro capítulo | Data                  | Último capítulo | Posição | Temporada | Classificação geral |
| --------------------- | ------ | ------------------- | ----------------- | --------------------- | --------------- | ------- | --------- | ------------------- |
| Segunda – Sexta 18h30 | 80     | 15 de julho de 2024 | 2.14              | 1 de novembro de 2024 | 2.18            | #1      | 2024      | 2.06                |